# Taça de Bronze 1981
La Taça de Bronze 1981 è stata la 1ª edizione del Campeonato Brasileiro Série C.

## Prima fase
| Squadra 1              | Totale          | Squadra 2       | Andata | Ritorno |
| ---------------------- | --------------- | --------------- | ------ | ------- |
| Atlético de Alagoinhas | 0 - 0 (4-3 dcr) | Capelense       | 0 - 0  | 0 - 0   |
| Corumbaense            | 3 - 4           | Dom Bosco       | 0 - 1  | 3 - 3   |
| Santo Amaro            | 4 - 3           | Auto Esporte-PB | 1 - 0  | 3 - 3   |
| Matsubara              | 0 - 1           | Figueirense     | 0 - 1  | 0 - 0   |
| Izabelense             | 4 - 4 (2-0 dcr) | América-AM      | 2 - 0  | 2 - 4   |
| Colatina               | 2 - 4           | Olaria          | 1 - 3  | 1 - 1   |
| São Borja              | 3 - 1           | Joaçaba EC      | 0 - 0  | 3 - 1   |
| Baraúnas               | 4 - 1           | Icasa EC        | 1 - 0  | 3 - 1   |
| Taguatinga             | 1 - 3           | Itumbiara       | 1 - 0  | 0 - 3   |
| Guarani-MG             | 3 - 1           | Sergipe         | 1 - 0  | 2 - 1   |
| Moto Club              | 1 - 5           | Piauí           | 1 - 0  | 0 - 5   |
| Madureira              | 1 - 6           | Paranavaí       | 0 - 1  | 1 - 5   |

## Seconda fase
| Squadra 1              | Totale | Squadra 2  | Andata | Ritorno |
| ---------------------- | ------ | ---------- | ------ | ------- |
| Itumbiara              | 2 - 4  | Dom Bosco  | 1 - 3  | 1 - 1   |
| Santo Amaro            | 2 - 1  | Baraúnas   | 1 - 1  | 1 - 0   |
| Atlético de Alagoinhas | 3 - 3  | Guarani-MG | 2 - 1  | 1 - 2   |
| Olaria                 | 3 - 0  | Paranavaí  | 2 - 0  | 1 - 0   |
| Figueirense            | 1 - 3  | São Borja  | 1 - 0  | 0 - 3   |
| Izabelense             | 1 - 0  | Piauí      | 1 - 0  | 0 - 0   |

## Terza fase

### Gruppo A
| Pos. | Squadra   | Pt | G | V | N | P | GF | GS | DR |
| ---- | --------- | -- | - | - | - | - | -- | -- | -- |
| 1    | Olaria    | 4  | 4 | 2 | 0 | 2 | 3  | 3  | 0  |
| 2    | São Borja | 4  | 4 | 1 | 2 | 1 | 4  | 3  | +1 |
| 3    | Dom Bosco | 4  | 4 | 1 | 2 | 1 | 3  | 4  | -1 |

### Gruppo B
| Pos. | Squadra     | Pt | G | V | N | P | GF | GS | DR |
| ---- | ----------- | -- | - | - | - | - | -- | -- | -- |
| 1    | Santo Amaro | 6  | 4 | 2 | 2 | 0 | 4  | 1  | +3 |
| 2    | Izabelense  | 3  | 4 | 1 | 1 | 2 | 4  | 5  | -1 |
| 3    | Guarani-MG  | 3  | 4 | 1 | 1 | 2 | 3  | 5  | -2 |

## Finali
| Squadra 1 | Totale | Squadra 2   | Andata | Ritorno |
| --------- | ------ | ----------- | ------ | ------- |
| Olaria    | 4 - 1  | Santo Amaro | 4 - 0  | 0 - 1   |